# فارسکور
فارسکور نام شهر و شهرستانی در استان دمیاط مصر است.